# 도쿄바나나

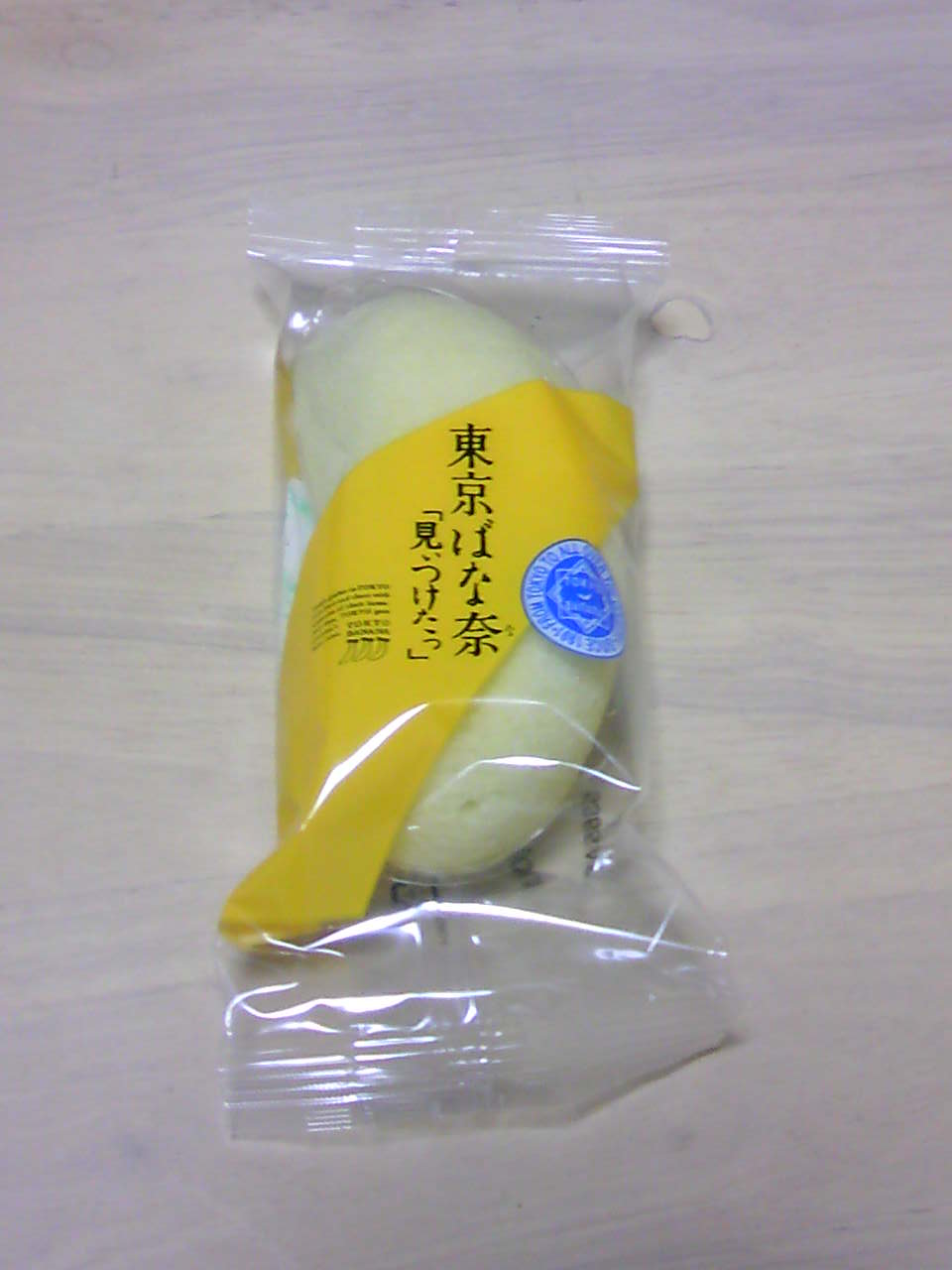
도쿄바나나

도쿄바나나(일본어: 東京ばな奈)는 일본의 과자로, 도쿄 지역의 미야게가시(향토 선물)로 판매된다. 주식회사 그레이프 스톤이 제조와 판매를 맡고 있다. 1991년에 처음 출시된 이래 여러 가지 버전이 나왔으며 이들을 아울러 '도쿄바나나'라고 부른다.
'도쿄바나나'에서 '바나나'는 일반적인 표기인 'バナナ'나 'ばなな로 쓰지 않으며, 'ばな奈'가 정식 명칭이다. 이는 개발 당시 일본 여자성명 끝에 많이 붙는 한자 '奈'로 대체하여 귀여운 느낌을 의도했기 때문이다. 또 포장지에는 상표와 더불어 "미쓰케탓"(見ぃつけたっ, 찾았닷)이라는 감탄사가 덧붙여져 있다.
개발 당시 남녀노소 누구나 좋아할 맛으로 바나나맛이 선정되었다. 한번 구운 뒤 쪄서 만들기 때문에 스폰지 같은 외형과 부드러운 식감을 내며, 크림에 바나나를 고운 체로 갈아 넣은 바나나 퓨레를 사용하여 자연스러운 바나나 맛을 살리고 있다. 일본 사이타마현 도코로자와시의 마스닥 공장에서 제조된다.
도쿄의 하네다 공항과 나리타 공항 등지의 면세점이나 터미널역, 백화점 등 총 100여곳에서 판매하고 있으며, 한국인들 사이에서는 "일본 여행을 가면 누구나 공항에서 사오는" 제품으로 인식되고 있기도 하다.

## 종류
- 도쿄바나나 '찾았다'(東京ばな奈「見ぃつけたっ」) - 바나나 커스터드를 듬뿍 담고 스폰지 빵으로 감싼 바나나 모양의 과자이며 유통기한은 7일이다.

- 도쿄바나나 카라멜 맛 '찾았다'(東京ばな奈がぉーキャラメル味、「見ぃつけたっ」) - 카라멜 바나나 커스터드 크림이 들은 것으로 스폰지빵에 색깔이 입혀져 있다. 발매 20주년 기념으로 출시되었다.

- 도쿄바나나 하트메이플 바나나 맛 '찾았다'(東京ばな奈ハート メープルバナナ味、「見ぃつけたっ」) - 하트 무늬가 들어간 스폰지 케이크 속에 메이플맛 바나나 커스터드 크림이 들어 있다.

- 도쿄바나나 유채 바나나셰이크 맛 '찾았다'(東京ばな菜の花　バナナシェイク味、「見ぃつけたっ」) - 밀크맛 바나나 커스터드 크림이 들어간 바닐라향 스폰지빵에 유채꽃 무늬가 새겨져 있다.

- 도쿄초코바나나(東京チョコばな奈) - 초콜릿 속에 바나나 크림이 들어있다. 여름에는 바나나민트 맛 '여름초코'로 판매된다.

- 도쿄바나나 파이(東京ばな奈パイ) - 바나나 맛 비스킷 반죽과 파이 반죽을 겹겹이 내어 바나나 모양으로 만든 쿠키이다.

- 생 슈크림(生シュークリーム) - 생크림과 바나나 커스터드 크림을 섞은 제품이다.

- 도쿄바나나 레이즌샌드(東京ばな奈のレーズンサンド) - 럼에 절인 건포도를 섞어둔 바나나 가나슈에 바나나향 쿠키로 덮은 쿠키샌드이다.

- 화과자가 된 도도쿄바나나和菓子になった東京ばな奈) - 화과자 속에 바나나속이 들어간 제품이다.

- 촉촉한 쿠헨(しっとりクーヘン) - 3겹으로 쌓아올려 촉촉하게 구워낸 바움쿠헨 제품이다.

- 도쿄바나나 촉촉한 생쿠헨(東京ばな奈しっとり生クーヘン)

- 도쿄바나나 바움브륄레(東京ばな奈バウムブリュレ)

- 도쿄바나나 롤케이크(東京ばな奈のロールケーキ)

## 같이 보기
- 바나나